# Finger Prints (film 1914)
Finger Prints è un cortometraggio muto del 1914. Il nome del regista non viene riportato.

## Trama
Un detective, Richard Neal, risolve il caso di uno scarabeo rubato e riesce anche a salvare la fidanzata, rapita dalla banda di malfattori.

## Produzione
Il film fu prodotto dalla Essanay Film Manufacturing Company.

## Distribuzione
Distribuito dalla General Film Company, il film (un cortometraggio di due bobine) uscì nelle sale cinematografiche USA il 19 giugno 1914.